# 蒙多 (加利福尼亞州)
蒙多（英語：Mundo）是位於美國加利福尼亞州因皮里爾縣的一個非建制地區。該地的面積和人口皆未知。

## 地理
蒙多的座標為33°16′25″N 115°34′09″W / 33.27361°N 115.56917°W，而該地的平均海拔高度為-58米（即-190英尺）。